# Daňový sklad
Daňový sklad je prostorově ohraničené místo na daňovém území České republiky, ve kterém provozovatel daňového skladu vyrábí, zpracovává, skladuje, přijímá nebo odesílá vybrané výrobky dosud nezatížené spotřební daní.
Provozovatelem daňového skladu může být jak právnická, tak i fyzická osoba, které celní orgány udělily povolení k jeho provozování.
Provozovatel má povinnost evidovat výrobky. Výrobky zde umístěné jsou v režimu podmíněného osvobození od daně. Povinnost přiznat, vyměřit a zaplatit spotřební daň se odkládá do dne uvedení výrobku do volného daňového oběhu. Spotřební daň se vybírá co nejblíže místu spotřeby (= v daném státě).